# Tulio Quinteros
Tulio Tairon Quintero Vera (Esmeraldas, 4 maggio 1963) è un ex calciatore ecuadoriano, di ruolo centrocampista.

## Carriera

### Nazionale
Ha partecipato a due edizioni della Coppa America, nel 1983 e nel 1989.

## Palmarès

### Club

#### Competizioni nazionali
- Campionato ecuadoriano: 3

Barcelona SC: 1985, 1987, 1989